# Condado de Platte (Nebraska)
El condado de Platte (en inglés: Platte County), fundado en 1856, es un condado del estado estadounidense de Nebraska. En el año 2000 tenía una población de 31.662 habitantes con una densidad de población de 18 personas por km². La sede del condado es Columbus.

## Geografía
Según la oficina del censo el condado tiene una superficie total de 1785 km² (689,2 mi²), de los que 1756 km² (678 mi²) son tierra y 29 km² (11,2 mi²) (1,60%) son agua.

## Condados adyacentes
- Condado de Colfax - este
- Condado de Butler - sureste
- Condado de Polk - sur
- Condado de Merrick - sur
- Condado de Nance - suroeste
- Condado de Boone - oeste
- Condado de Madison - norte
- Condado de Stanton - noreste

## Demografía
Según el censo del 2000 la renta per cápita media de los habitantes del condado era de 39.359 dólares y el ingreso medio de una familia era de 47.776 dólares. En el año 2000 los hombres tenían unos ingresos anuales 30.672 dólares frente a los 21.842 dólares que percibían las mujeres. El ingreso por habitante era de 18.064 dólares y alrededor de un 7.70% de la población estaba bajo el umbral de pobreza nacional.

## Ciudades y pueblos
- Columbus
- Cornlea
- Creston
- Duncan
- Humphrey
- Lindsay
- Monroe
- Newman Grove
- Platte Center
- Tarnov